# Стоян Калоянов (офицер)
 Тази статия е за военния деец.  За революционера от ВМОРО вижте Стоян Калоянов (революционер).  
Стоян Христов Калоянов е български офицер (полковник), участник в Балканската (1912 – 1913), Междусъюзническата (1913) и Първата световна война (1915 – 1918).

## Биография
Стоян Калоянов е роден в 1869 година в разложкото българско село Долно Драглища, което тогава е в Османската империя. Баща му Христо Стоянов Калоянов е деец на Вътрешната македоно-одринска революционна организация. Докато съпровожда чета на организацията през границата той е тежко ранен и след това обезглавен от турците. Лобното му място е кръстено на него Ристева поляна. Майката на Стоян Калоянов също умира и той е отгледан от чичо си поп Никола Калоянов, участник в подготовката на въстание в Разлога в 1876 година. На 14 февруари 1888 година Стоян Калоянов завършва Военното на Негово Княжеско Височество Училище в София и е произведен в чин подпоручик. На 2 август 1891 е произведен в чин поручик, а през 1898 в чин капитан. Капитан Стоян Калонов командва нестроева рота от 18-и пехотен етърски полк. На 30 октомври 1908 г. е произведен в чин майор.
Майор Калоянов взима участие в Балканската и Междусъюзническата война в 1912 – 1913 година, като на 18 май 1913 г. е произведен в чин подполковник. Служи 19-о полково военно окръжие. През Първата световна война полковник Стоян Калоянов командва 60-и пехотен полк на Единадесета пехотна македонска дивизия. На 30 май 1916 г. е произведен в чин полковник.
След Първата световна война минава в запаса. Полковник Стоян Калоянов умира на 19 януари 1938 година и е погребан с военни почести.

## Семейство
Първата жена на Стоян Калоянов умира млада, без да има поколение. Втората му жена, която е от фамилия Цикалови от Брацигово също умира млада. От нея има син – Борис Калоянов, починал като юнкер във военното училище. Третият брак на Стоян Калоянов е с Богдана Георгиева от Пазарджик от поколение на известни активни членове на БЗНС. Не е излишно да се отбележи още, че тя е била много красива девойка и е искана за съпруга от двама министър-председатели на България: Александър Стамболийски и Кимон Георгиев, но тя предпочела пред тях полковника. От последния си брак с Богдана Георгиева има четири деца: Цветана – родена 1904 г., починала 1985 г. Следвала е право. Омъжва се за д-р Диньо Гочев активен член на БЗНС.Имат две деца Иван и Дияна. Дъщеря и Дияна е омъжена за швед и Цветана години е живеела при нея в Сктокхоум, където е работила за ООН. Там е погребана през 1985 г. Елена – родена 1905 г., починала 1992 г. Завъшила „Агрономство“ Омъжена е за академик Атанас Попов. Весела – родена 1909 г., удавила се в Черно море през 1963 г. Завършила класическа филология в СУ. Омъжена за д-р Иван Видев, специалст по вътрешни болести, лекар на 2-ра мъжка гимназия в София, днес 22-ро училище. Светослав – роден 1917 г. Завършил е Военното училище в София 1938 г. – 58 випуск. Избран е за фелдфебел на 1-ва портупей-юнкерска рота, като знаменосец. Като юнкер първа година е избран и изпратен от Военното училище в двореца да участва при кръщаването на Симеон II. В поднос носи даровете от войската за Симеон. Кръщаването се извършва в параклиса на двореца. Кръстник от войската е най-старият генерал – генералът от пехотата Данаил Николаев. От църквата участва най-старият митрополит – Негово Високопреосвещенство митрополит Варненски и Преславски – Симеон. В церемонията участват още, военният министър генерал Луков и юнкерът на Военното училище Светослав Стоянов Калоянов. Полковник Светослав Стоянов Калоянов е участвал като командир на рота в танковата бригада в първата фаза на Отечествената война. Получава орден за храброст.

## Военни звания
- Подпоручик (14 февруари 1888)
- Поручик (2 август 1891)
- Капитан (1898)
- Майор (3 октомври 1908)
- Подполковник (18 май 1913)
- Полковник (30 май 1916)